# 10696 Giuliattiwinter
10696 Giuliattiwinter eller 1981 EO24 är en asteroid i huvudbältet som upptäcktes den 2 mars 1981 av den amerikanska astronomen Schelte J. Bus vid Siding Spring-observatoriet. Den är uppkallad efter astronomen Silvia Maria Giuliatti Winter.